# Detector de partículas

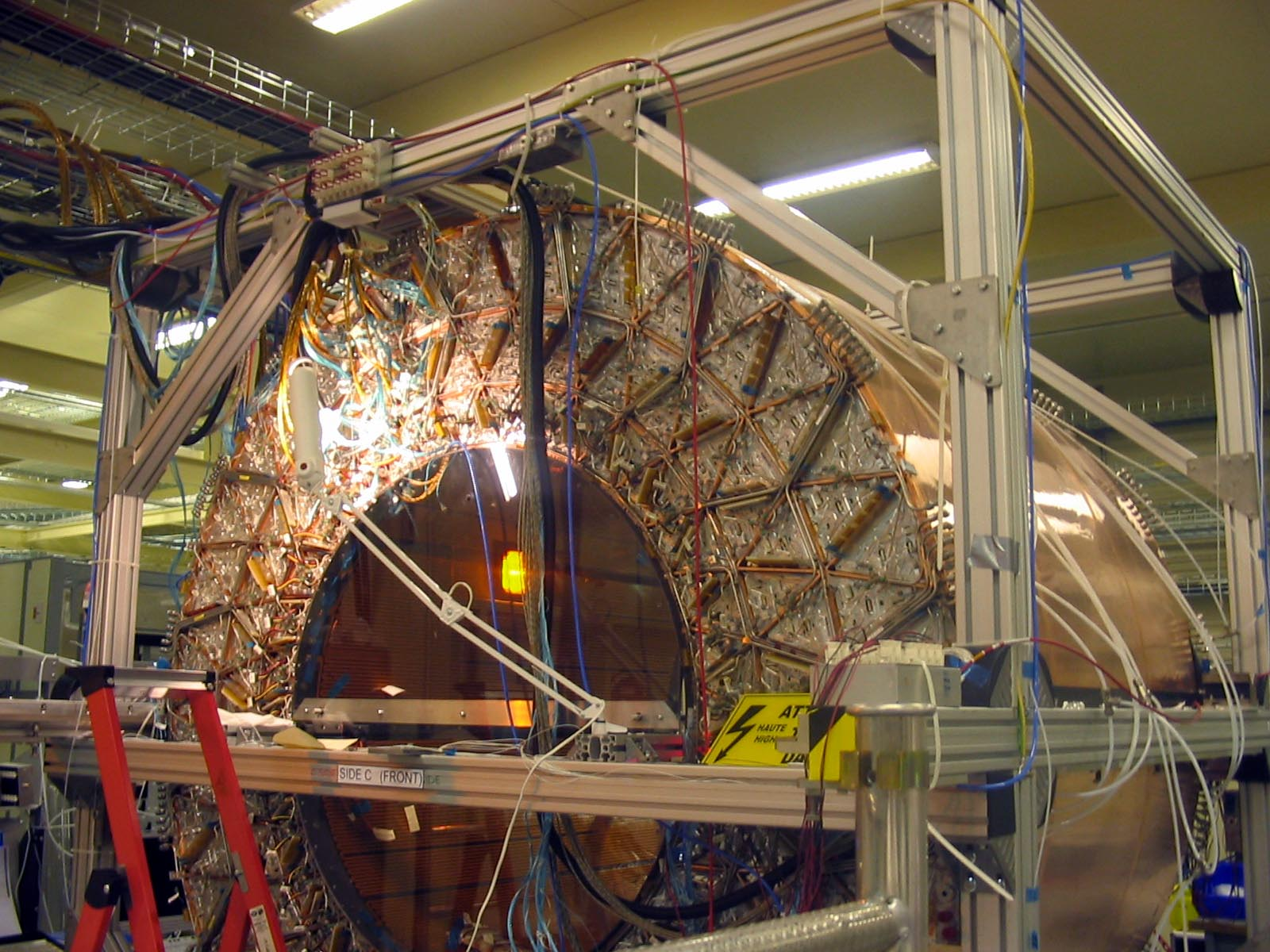
El rastreador de radiación de transición (TRT) ATLAS, del Gran Colisionador de Hadrones

En física de partículas experimental, un detector de partículas, también conocido como detector de radiación, es un dispositivo movil usado para rastrear e identificar partículas de alta energía, como las producidas por la desintegración radiactiva, la radiación cósmica o las reacciones en un acelerador de partículas.

## Descripción
Los detectores diseñados para los aceleradores modernos son enormes en tamaño y costo. El término «contador» se usa a menudo en lugar de «detector» cuando el dispositivo cuenta las partículas detectadas pero no determina su energía o ionización. Los detectores de partículas suelen poder también rastrear la radiación ionizante (fotones de alta energía o incluso luz visible). Si su finalidad principal es la medida de la radiación, se les llama detectores de radiación, pero como los fotones pueden verse también como partículas (sin masa), el término «detector de partículas» sigue siendo correcto.

### Ejemplos y tipos
Los tipos de detectores de partículas incluyen:
- Calorímetro
- Cámara de burbujas
- Cámara de chispas
- Cámara de flujo, cámara de chorro
- Cámara de niebla, cámara de difusión
- Cámara de proyección de tiempo (TPC)
- Cámara gaseosa de microestructura (MSGC)
- Cámara de hilos o proporcional de multihilos (MWPC)
- Centelleador
- Detector Cherenkov, detector de aerogel
- Detectores de ionización gaseosa (cámara de ionización, contador proporcional, contador Geiger)
- Detector de tiempo de vuelo
- Detector de radiación de transición
- Detector RICH
- Detector semiconductor
- Dosímetro
- Electroscopio
- Fotodiodo
- Fotomultiplicador
- Fotomultiplicador de silicio o SiPM
- Placa fotográfica
- Tubo de corriente

### Detectores modernos
Los detectores modernos en física de partículas combinan varios de los anteriores elementos en capas, a modo de cebolla.

## Instalaciones de detectores de partículas

### En colisionadores
- En el CERN:
  - Para el LHC: CMS, ATLAS, LHCb, ALICE
  - Para el LEP: Aleph, Delphi, L3, Opal
  - Para el SPS: Gargamelle, NA49
- En el Fermilab:
  - Para el Tevatrón: CDF, D0
- En el DESY:
  - Para HERA: H1, HERA-B, HERMES, ZEUS
- En el BNL:
  - Para el RHIC: STAR
- En el SLAC:
  - Para el SLC: SLD
- Otros
  - MECO para el UC Irvine

### Fuera de colisionadores
- Super-Kamiokande
- AMANDA